# Sammalsaari (ö i Södra Savolax, Nyslott, lat 62,32, long 28,70)
Sammalsaari är en ö i Finland. Den ligger i sjön Enonvesi och i kommunen Heinävesi i den ekonomiska regionen  Nyslotts ekonomiska region  och landskapet Södra Savolax, i den sydöstra delen av landet, 300 km nordost om huvudstaden Helsingfors. Öns area är 5,9 hektar och dess största längd är 0,6 kilometer i sydöst-nordvästlig riktning.